# Mikkjel Hemmestveit
Mikkjel Hemmestveit, né le 6 mars 1863 à Kviteseid et mort le 22 avril 1957 à Red Wing, est un skieur nordique norvégien et américain qui a obtenu la médaille Holmenkollen comme son frère, Torjus Hemmestveit en 1928. 

## Biographie
Mikkjel Hemmestveit est né à Kviteseid dans le comté de Telemark en Norvège. Torjus et Mikkjel Hemmestveit sont tous les deux originaires du village de Morgedal, dont le résident le plus célèbre était Sondre Norheim, souvent considéré comme le père du ski moderne. Les frères ont joué un rôle clé dans le développement du télémark en créant la première école de ski du monde en 1881 à Christiania, en Norvège (aujourd'hui Oslo). Il remporte la compétition de combiné nordique à la Husebyrennet en 1885 et 1886, course précurseur du Festival de ski d'Holmenkollen.
Les frères ont émigré dans le Minnesota aux États-Unis à la fin du dix-neuvième siècle et ont fondé plusieurs écoles de ski dans leur nouveau pays. Ils ont changé l'orthographe de leur nom de famille en Hemmestvedt aux États-Unis. Membre du Aurora Ski Club, il participe à Red Wing à la première compétition de saut à ski aux États-Unis en 1887 puis bat le record du monde trois ans plus tard sur ce même tremplin avec une marque de 31,1 mètres, qui sera améliorée par son frère Torjus en 1893.